# Lago della Meja
Il lago della Meja è un bacino alpino che si trova a 2455 metri di altezza nel comune di Canosio in valle Maira.

## Caratteristiche
Adagiato nella conca, ai piedi del Becco Nero, ha un'acqua color verde smeraldo dove si specchia la particolare Rocca omonima, creando immagini molto suggestive.

## Come raggiungerlo
Da Cuneo seguire indicazioni per Caraglio e quindi per Dronero.
Da questa cittadina si imbocca la valle Maira e si superano gli abitati di San Damiano Macra, Macra e Stroppo sino ad arrivare a Ponte Marmora. Qui si svolta a sinistra e si prosegue verso Canosio sino ad arrivare a Preit (1540 m). Con la macchina si può arrivare abbastanza agevolmente al Colle del Preit (2083 m), sin dove finisce la strada asfaltata (in prossimità di un agriturismo).
Abbandonata l'automobile, dal colle del Preit, si segue sempre il segnavia giallo che dal Gias della Margherina abbandona la strada sterrata e per prati, va in direzione del lago della Meja.